# منتخب أستراليا لكرة الأرض
منتخب أستراليا الوطني لكرة الأرض هو ممثل أستراليا الرسمي في المنافسات الدولية في كرة الأرض .